# Euchristophia cumulata
Euchristophia cumulata är en fjärilsart som beskrevs av Hugo Theodor Christoph 1880. Euchristophia cumulata ingår i släktet Euchristophia och familjen mätare. Inga underarter finns listade i Catalogue of Life.